# Sean Welsh
Sean Welsh (Edimburgo, 15 marzo 1990) è un calciatore scozzese, centrocampista del Queen's Park.

## Caratteristiche tecniche
Interno di centrocampo, può giocare sia come mediano sia come trequartista.

## Carriera
Ha giocato nella prima divisione scozzese.

## Palmarès

### Club

#### Competizioni nazionali
- Scottish First Division: 1

Partick Thistle: 2012-2013
- Scottish Challenge Cup: 1

Inverness: 2019-2020